# Fila (azienda)
Fila è un'azienda italiana dedicata alla produzione e commercializzazione di calzature, abbigliamento sportivo, ordinario e intimo. È stata fondata nel 1911 a Coggiola, in provincia di Biella, Piemonte. Si è imposta sul mercato globale affiancando il proprio marchio a campioni e progetti sportivi. Dal 2007 è posseduta dal gruppo Fila Korea, con sede a Seul, operante in tutto il mondo con uffici in 11 Paesi.
Dal 2010 è quotata alla Borsa di Corea.

## Storia
Nel 1911 i fratelli Fila impiantano a Coggiola, in provincia di Biella, un'azienda che produceva maglieria intima maschile e femminile. Il 9 febbraio 1923 nasce a Biella la società Maglificio Biellese con sede in Viale Cesare Battisti. La fabbrica produce abbigliamento intimo uomo, donna, bambino. Nel 1967 il Maglificio Biellese diventa Maby, Maglificio Biellese Fratelli Fila Spa. Il Maglificio, accanto alla Filatura di Cossato e alla Tessitura di Coggiola, si distingue come una realtà in grado di sviluppare al suo interno tutti i processi di lavorazione del tessuto, dal filo al capo finito.
Nel 1973 avviene il grande cambiamento: Maby diventa Fila Sport, e Fila impone il suo nome nel mercato internazionale inizialmente con la linea tennis, contraddistinta dal suo logo, la F rossa e blu creata da Sergio Privitera.
Il successo del marchio si completa nel settore delle calzature sportive, attraverso una licenza di successo per distribuzione negli Stati Uniti, per poi imporsi anche in Europa attraverso una sinergia tra le due collezioni di scarpe sportive, europea e statunitense. Da menzionare la presentazione della scarpa da tennis "Carbonium graphite shoes" una delle prime al mondo con un inserto di una lama di carbonio. Inoltre, collabora con la Autobianchi per il lancio della prima fortunata versione speciale della Y10, la Y10 FILA.

### Di proprietà Gemina

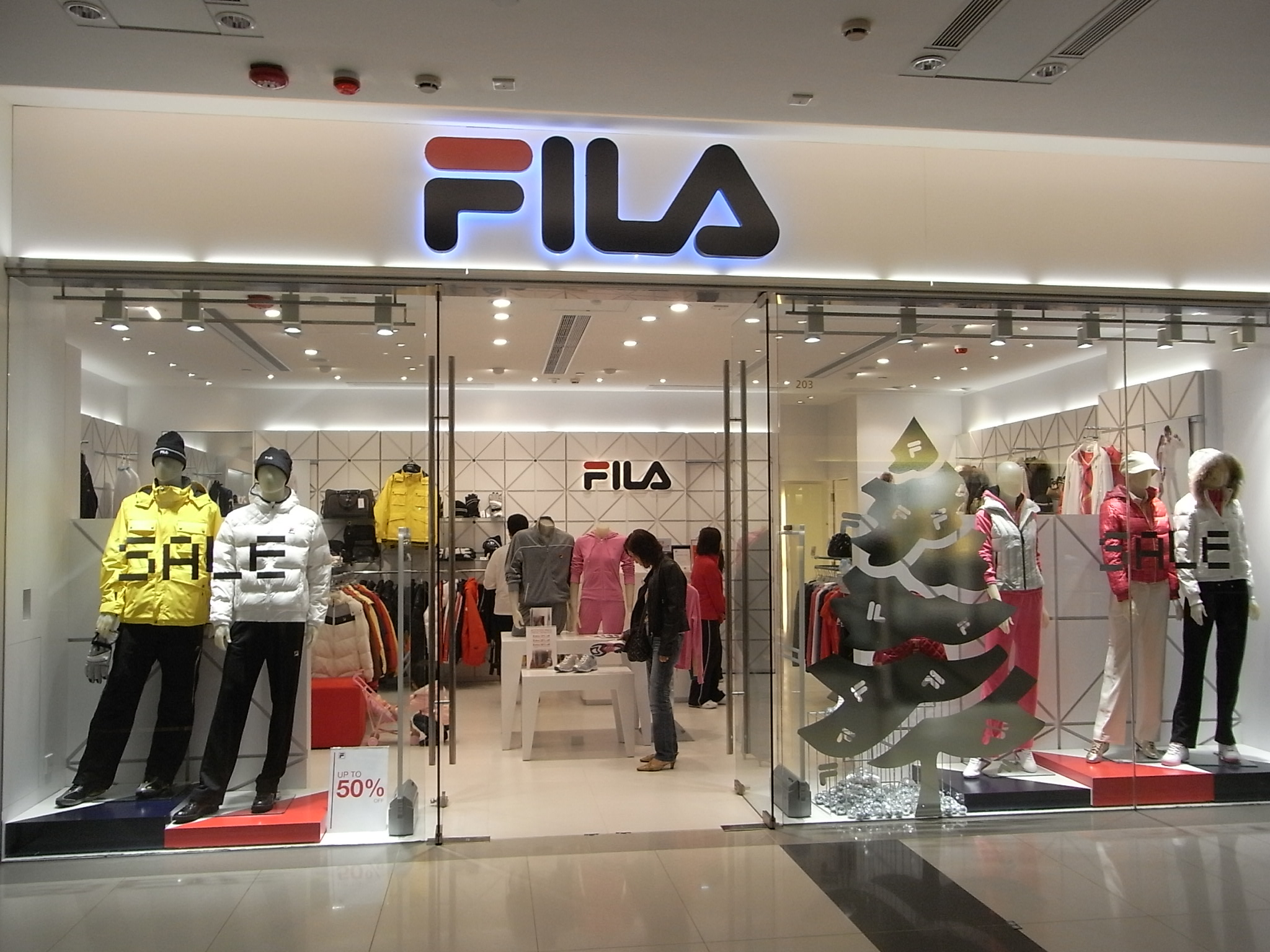
Negozio Fila a Shanghai

Il successo commerciale, dovuto ad Enrico Frachey, a lungo alla guida dell'azienda, spinge l'allora Gemina di Cesare Romiti ad acquisire il pacchetto di maggioranza, il 53,2% del capitale, di Fila nel 1988.
Per Gemina è l'esordio nella moda; nel 1993 acquisisce il marchio Ciesse Piumini; nel 1995 incorpora nelle proprie partecipazioni anche il Gruppo Finanziario Tessile di Torino (GFT NET). Nel marzo del 1997 l'holding si scinde in due società: l'una rimane Gemina; l'altra, che raccoglie le partecipazioni industriali, diventa Hdp. A quest'ultima società competono i due business principali: l'editoria con il Gruppo Rizzoli-Corriere della Sera, e la moda con la GFT NET e la Fila, a cui nel 1998 si aggiunge la prestigiosa griffe Valentino.
Si prefigura quindi un prestigioso polo del lusso italiano, che mai però si è realizzato, a causa dei pessimi risultati economico-finanziari della holding milanese, influenzati principalmente dall'andamento negativo del settore dell'abbigliamento, risultati addirittura disastrosi per GFT. I conti costringono i soci (Fiat, Pirelli, IntesaBci e Mittel) al completo abbandono del settore moda per concentrarsi sull'editoria.

### Da Gemina agli statunitensi
Nel giugno del 2003 Rcs MediaGroup (ex Hdp) cede alla Sport Brands International, con sede a Bermuda e controllata dal fondo privato di investimenti statunitense Cerberus il proprio pacchetto di azioni.
La sede storica di Biella viene trasferita a Milano.

### Sotto il controllo sudcoreano
Nel 2007 Sport Brands International cede tutte le attività del gruppo Fila a livello mondiale (il valore della transazione è stato superiore ai 350 milioni di dollari) all'imprenditore di Seul Gene Yoon, amministratore delegato di Fila Korea, la filiale sudcoreana da lui acquistata già nel 2005 per 127 milioni di dollari. Quello stesso anno Paris Hilton viene pagata un milione di dollari per reclamizzare il marchio in Corea.
Nel 2008 i diritti per il mercato europeo passano a Integrix BV Group. Nel 2010 nasce a Biella la Fondazione Fila Museum, che racchiude al suo interno tutto il patrimonio storico dell'azienda. Nel 2011 la sede di Fila Europe viene trasferita nuovamente a Biella con appena una ventina di dipendenti dopo la chiusura di quella milanese.
Nel 2012 Gene Yoon decide di rafforzare la presenza del marchio in India.
Nel 2018 si lancia anche nel mondo della moda, partecipando alla Milano Fashion Week e iniziando una collaborazione con Fendi.
Nel 2019 Fila Holdings acquisisce, attraverso la filiale Magnus Holdings Co., il 52% del capitale di Acushnet Company. I principali azionisti di Fila Holdings risultano Piemonte Co., Ltd con il 20% (il 75% di Piemonte è nelle mani di Gene Yoon), Fila Holdings con il 20% e National Pension Servi della Corea del Sud con il 13%. Gene Yoon  è presidente di Fila Holdings, mentre dal 2018 Yoon Keun-chang è nominato amministratore delegato.

## Il tennis

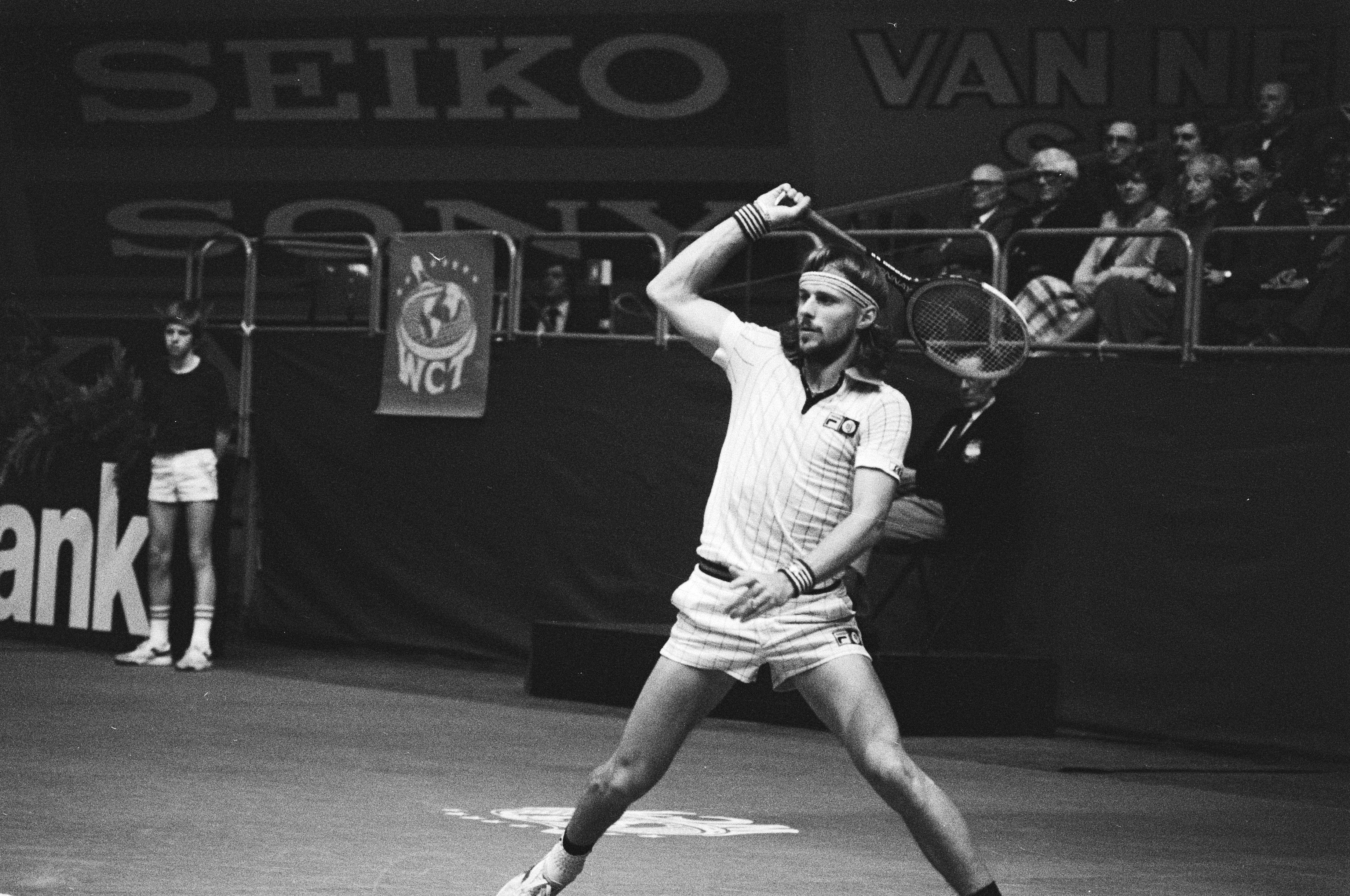
Björn Borg nel 1979 indossa la divisa della Fila

Il debutto nello sport avviene attraverso il tennis, disegnando completi che si discostavano dai tradizionali, sempre rigorosamente bianchi, ed introducendo il cotone a costine. Negli anni settanta il marchio è adottato da campioni come Guillermo Vilas ma soprattutto Björn Borg. In quegli anni, in Italia, Fila veste Adriano Panatta, il giocatore italiano più rappresentativo. La Fila si dedicherà anche alla produzione di racchette da tennis: da Gianni Ocleppo a Victor Pecci sono stati tanti gli ex Davisman che hanno utilizzato una racchetta Fila. L'ascesa di Fila sui campi di tennis prosegue negli anni ottanta e novanta con Gabriela Sabatini, Monica Seles e Boris Becker, atleti che si sono distinti sia per i loro risultati sportivi, sia per il loro stile unico in campo. Per ventidue anni, Fila è stata sponsor del US Open di tennis.
Fila veste alcuni tra i più forti giocatori di tennis del mondo: James Blake, Dmitrij Tursunov, Marin Čilić, Janko Tipsarević, Anna Čakvetadze e Kim Clijsters: quest'ultima ritiratasi nel 2007 è tornata al tennis professionistico vincendo gli US Open 2009 e 2010.  In Italia Fila è sponsor di Andreas Seppi, a lungo primo tennista italiano nel ranking ATP, Fabio Fognini e Karin Knapp. Nel 2012, la serba Jelena Janković entra a far parte della famiglia Fila. Nel 2008 Fila ha sottoscritto un accordo quinquennale con il prestigioso torneo di Wimbledon per lo sviluppo e la realizzazione di una linea di scarpe ed abbigliamento a doppio marchio. Le nuove proposte sono rese uniche e riconoscibili dal logo Wimbledon (W).

## Lo sci
Nel 1974 è l'esordio nello sci attraverso la collaborazione con il campione svedese Ingemar Stenmark. Negli anni seguono le sponsorizzazioni dei più famosi campioni italiani dello sci, su tutti Alberto Tomba e Deborah Compagnoni.

## Alpinismo
Nel 1978 Fila accompagna Reinhold Messner nella storica impresa di scalare l'Everest senza ossigeno per la prima volta. E dopo l'Everest, Messner scala tutte le 14 vette oltre gli ottomila metri senza uso dell'ossigeno indossando abbigliamento tecnico Fila.
Tra gli anni '70 e '80, contemporaneamente a Reinhold Messner, Fila fornisce il suo abbigliamento e, soprattutto, la tuta d'alta quota (la stessa di Messner) a Jerzy Kukuczka alpinista polacco secondo uomo al mondo a scalare le 14 vette oltre gli 8000 metri senza ossigeno, dopo Reinhold Messner. Le due tute d'alta quota di Reinhold Messner e Jerzy Kukuczka sono esposte presso il Museo nazionale della montagna di Torino. Contestualmente anche Hans Kammerlander diviene testimonial del marchio.

## Gli altri sport

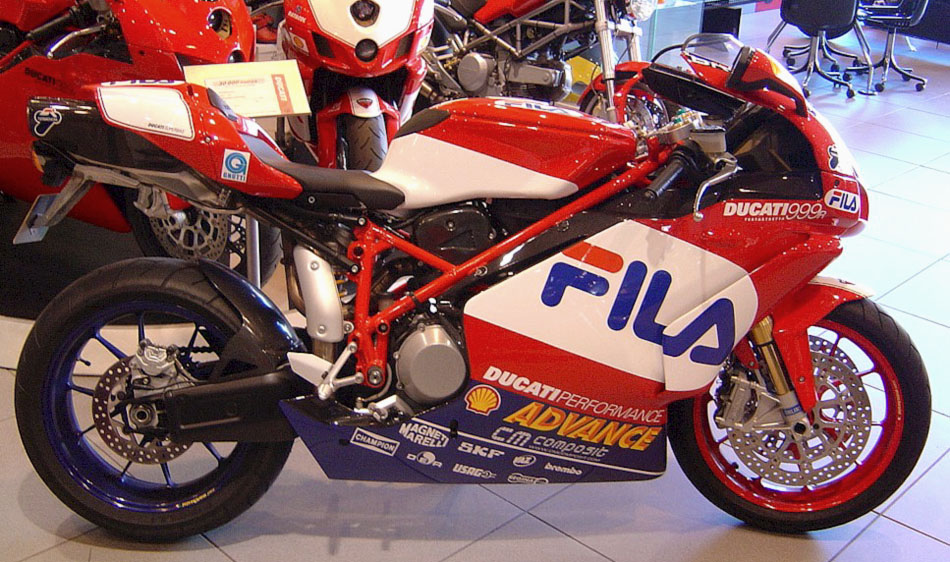
Una Ducati 999 sponsorizzata Fila

Fila si lancia in iniziative pionieristiche come la sponsorizzazione del velista Giovanni Soldini, che accompagna nel giro del mondo in solitaria, o le collaborazioni nel mondo dei motori, iniziate negli anni ottanta con la Brabham e il campione del mondo Nelson Piquet e proseguite nei primi anni duemila attraverso i partenariati con la Scuderia Ferrari e la Ducati Corse. È storica la sponsorizzazione del running team di atleti keniani coordinato dal dott. Gabriele Rosa e composto da campioni del calibro di Margaret Okayo e Moses Tanui, capace di vincere 27 maratone consecutive tra il 1998 e il 1999. Antonio Rossi, canoista pluricampione olimpico e portabandiera italiano alle Olimpiadi di Pechino è tuttora uno dei testimonial del marchio. Per quanto riguarda il calcio, dalla stagione 2011-2012 è lo sponsor tecnico del Blackpool, del Notts County e dalla stagione 2019-2020 è lo sponsor tecnico del Maccabi Tel Aviv, mentre in passato è stato sponsor tecnico della Fiorentina (dal 1997 al 2000)  del West Ham (dal 1999 al 2004) e del Vicenza (dal 2022 al 2025). Nel 2016 inoltre, è stata sponsor della squadra coreana SKT T1, partecipante al Campionato Mondiale del videogioco League of Legends.

## Le linee moda
Fila non si ferma solo alle attività sportive, entrando nel mondo moda con due linee di punta: Vintage Collection e Gold Collection. La linea Vintage ripropone, direttamente dagli archivi storici, i prodotti icona Fila reinventati per il ventunesimo secolo. Presenta così prodotti autentici ricreati con nuovi materiali e una vestibilità più moderna, a dimostrazione che il buon design resiste nel tempo. La Gold Collection propone una linea italiana di lusso, creata con materiali pregiati e dal design raffinato.
Notevole è pure la produzione di orologi da polso per uomini e donne.

## Testimonial
- Andreas Seppi
- Anna Čakvetadze
- Antonio Rossi
- Ashleigh Barty
- Björn Borg
- Chris Evans
- Grant Hill
- Jerry Stackhouse
- Hans Kammerlander
- James Blake
- Janko Tipsarević
- Jelena Janković
- John Isner
- Karin Knapp
- Karolína Plíšková
- Kevin Anderson
- Kim Clijsters
- Marin Cilic
- Paris Hilton (2008-2009)
- Reinhold Messner
- Sam Querrey
- Fabri Fibra
- BTS (2019-in corso)[15]
- Han So-hee